# آمستردام (نیویورک)
آمستردام (به انگلیسی: Amsterdam) شهری در شهرستان مونتگمری ایالت نیویورک است که در سرشماری سال ۲۰۱۰ میلادی، ۱۸۶۲۰ نفر جمعیت داشته است. آمستردام، به‌طور رسمی در تاریخ ۱۸۳۰ میلادی به‌عنوان یک شهر شناخته شد.